# Hydroporus angustatus
Hydroporus angustatus es una especie de escarabajo del género Hydroporus, familia Dytiscidae. Fue descrita científicamente por Sturm en 1835.
Esta especie se encuentra en Europa y Asia del Norte (excepto China).